# Mali Shëngjinit

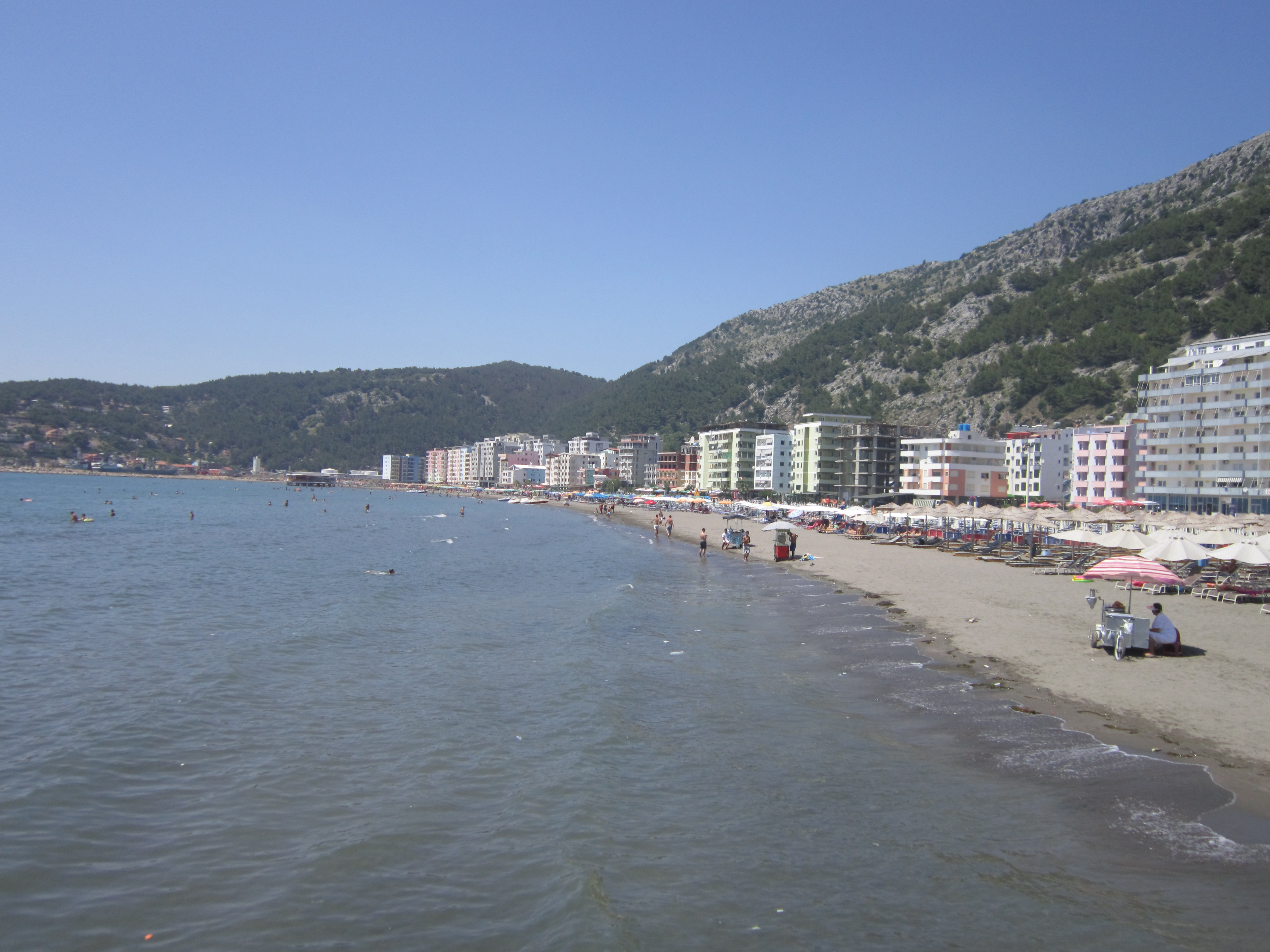
Pláž spolu s pohořím.

Mali Shëngjinit (Shëngjinské hory) jsou pohoří v severní Albánii. Táhne se od řeky Buny (Bojany) při hranici s Černou Horou jihovýchodním směrem až k městu Lezhë, kde končí. Dlouhé je 28 km. Svůj název má podle pobřežního města Shëngjin (San Giovanni di Medua). Pohoří je nápadné především z hladiny Jaderského moře, nad nímž se vypíná do výše několika stovek metrů. Nejvyšším vrcholem je Kulmi Kethit s výškou 510 m n. m. Výše pohoří stoupá od severu k jihu postupně, nejvyšší vrcholky se nacházejí spíše v jižní části Mali Shëngjinit.
Vegetace v pohoří je sporadická, jedná se o typické vyprahlé hory jaderského přímoří. Osídlení v oblasti je sporadické, v horách se nachází jen několik menších osad. Nejbližšími městy k Mali Shëngjinit jsou Lezhë a Shëngjin. 